# Paramarcius
Paramarcius is een geslacht van wantsen uit de familie van de Alydidae (Kromsprietwantsen). Het geslacht werd voor het eerst wetenschappelijk beschreven door Hsiao in 1964.

## Soorten
Het genus bevat de volgende soort:

- Paramarcius puncticeps Hsiao, 1964